# Delta P
O Delta P foi uM foguete espacial estadunidense usado como estágio de vários foguetes Delta.

## Características
O Delta P foi usado exclusivamente como estágio de outros foguetes da família Delta, como o Delta 1914, o Delta 2913 ou o Delta 3910. Usava tetróxido de nitrogênio e Aerozine 50 como propelentes e tinha um Empuxo de 41,92 kN, com impulso específico de 301 segundos.